# W Comae Berenices
W Comae Berenices, et très souvent nommée ON 231 en référence à son entrée dans le catalogue de source radio du radiotélescope de l'université d'État de l'Ohio sous le nom de OHIO N231, est un blazar de très haute énergie, située dans la constellation de la Chevelure de Bérénice. Son décalage vers le rouge étant de 0.10289, on peut en déduire qu'il se situe à 1,41 milliard d'a.l. de la Terre. D'autre mesures basées sur le décalage des différentes longueurs d'onde radio montrent une distance de ~414 Mpc (~1,35 milliard d'a.l.) de la Terre, et une distance comobile de 5,567 ± 0,389 Gpc (~18 milliards d'a.l.) de la Terre.

## Histoire observationnelle

### Histoire
W Comae Berenices a d'abord été identifié comme une étoile variable irrégulière par Max Wolf en 1916 quand il analysait des plaques photographiques réalisées entre 1892 et 1903. Max Wolf notera que l'étoile varie de la magnitude apparente de 13.7 à 15.8 dans des périodes irrégulières, soit une amplitude de 1.1 mais il peut arriver que l'amplitude ne soit que de 0.9. L'objet sera à nouveau identifié par Alice Lucchetti et Peter D. Usher en 1971 sur des plaques photographiques réalisées en avril 1926 et novembre 1950 à l'université Harvard. Puis la source radio B2 1215+30 sera détectée par le radiotélescope Northern Cross (en) en 1971, et, indépendamment par le radiotélescope de l'université d'État de l'Ohio qui la nomme OHIO N231. Les observations optiques de Max Wolf, et d'Alice Lucchetti et Peter D. Usher d'une étoile variable irrégulière (nommée W Comae Berenices, suivant le système de désignation des étoiles variables) et celles de sources radio, B2 1215+30 et OHIO N231, seront reliées par Giuliano Romano avec l'objet radio variable VRO 28.12.02 en 1972,. Finalement, la similarité de ses caractéristiques de luminosité avec celles des blazars OJ 287, 4C +31.63 et BL Lacertae conduira à le classer en 1972 comme blazar de type BL Lacertae,.

### Éclatements de luminosité
Dans l'histoire de l'astronomie, plusieurs éclatements (hausse rapide et violente) de sa luminosité ont été détectés dans tout le spectre électromagnétique :
- Le premier éclatement de sa luminosité a d'abord été observé dans le spectre visible en avril et mai 1998. La luminosité optique de W Com s'est vue augmentée d'un facteur 5 ; lors de cet événement sa magnitude apparente dans la bande R a atteint l'amplitude de 12.2, et la période d'augmentation a été l'une des plus rapides jamais observées, de l'ordre de ~1, 2, 4 à 10 jours[9], avec des amplitudes de magnitude apparente allant jusqu'à 13.0 et 14.5 dans le spectre optique, comme généralement observé avec les quasars OVV. L'éclatement a fait de W Com un objet de première magnitude, lors de la phase la plus lumineuse. Dans les ondes radio, l'éclatement de luminosité a été observé dans de hautes fréquences par le VLBA et le MERLIN, il a été observé que le cœur a subi une phase de changement de spectre, et que le cœur été caractérisé par un fort spectre plat. L'éclatement s'est suivi d'un jet (probablement supraluminique) très lumineux dans les ondes radio, s'étendant sur 10 mas du cœur galactique, l'émission elle s'est étendue sur 20 mas, à cause d'une forte interaction entre le jet et l'environnement proche du trou noir et de son disque d'accrétion[10].
- Le deuxième et dernier éclatement de sa luminosité s'est produit en 2008, et a été observé dans tout le spectre de W Com, principalement les rayons gamma, le spectre visible et les ondes radio. Dans le spectre optique, il a été observé que la magnitude apparente R de W Com a atteint une amplitude maximale de 14.25 ± 0.04, et une minimale de 16.52 ± 0.1, avec une période de 3 jours pour les deux valeurs[11]. Dans les rayons gamma, l'éclatement a commencé en mars 2008 et, le 7 et le 8 juin 2008, l'instrument VERITAS a enregistré des photons et électrons dont l'énergie a atteint des niveaux de l'ordre du TeV, même si dans cette période l'émission moyenne est plutôt de 200 GeV. Les émissions gamma de W Com ont d'ailleurs souvent été identifiées comme des événements gamma de très hautes énergies (200 GeV à 100 MeV), quasi-tous catalogués dans les catalogues MJD et AS#. Les énergies détectées été telles qu'elles ont atteint un flux moyen égale à 9% de celui observé au centre de la nébuleuse du Crabe[12], la distance séparant les deux étant de 1,41 à 1,35 milliard d'a.l.

### Mini éclatements
Les mini éclatements de luminosité sont des variations plus ou moins importantes mais pas remarquables par la violence de leurs apparitions et de leurs disparitions.
- Un événement de faible luminosité a été enregistré le 17 mars 2010. Sur une échelle de temps de ∼5 heures, la source a présenté un changement d'une amplitude de ∼0,15 sur sa magnitude apparente dans la bande B et variations d'amplitude de ∼0,1 sur sa magnitude apparente dans les bandes V, R et I. Que ce soit sur des échelles de temps de quelques heures ou plusieurs jours, les amplitudes de variabilité semblent être plus grandes pour des longueurs d'onde plus courtes. L'analyse des observations suggère que les variations de la bande R ont retardé celles de la bande B d'environ 1 200 sec le 17 mars. Les variations optiques dans des échelles de temps de l'ordre d'une nuit de W Com, ainsi que celles d'autres sources similaires, par exemple BL Lacertae, OJ 287, OQ 100 et S5 0716+714, sont assez similaires à ceux des objets BL Lac à haute énergie[13].
- Le 14 avril 2010, a été détectée une hausse de la polarisation de l'émission optique de W Com par le télescope de l'observatoire infrarouge du mont Abu. La polarisation a augmenté de 7.4 ± 0.7% à 9.7% en 1,5 heure et cet effet s'est soudainement arrêté à un taux de polarisation de 5,8 %, puis a totalement disparu dans une période d'une heure[14]

Les deux peuvent être attribués à l'émission synchrotron produite par les électrons relativistes les plus énergétiques résidant dans le jet relativiste magnétisé à peu près aligné avec notre ligne de visée.

## Variabilité
W Com varie comme un objet BL Lacertae classique, il est donc un objet variable irrégulier dont la magnitude apparente varie de 13.0 à 16.11, avec des périodes très courtes, allant de l'heure au jour, avec un comportement similaire aux quasars OVV même si légèrement plus faible. Généralement, les éclatements de luminosité sont créés par une forte activité au sein de W Com : une absorption soudaine et importante de matière par un trou noir supermassif, créant ainsi des jets relativistes qui peuvent être orientés vers la Terre (même si ce n'est pas toujours le cas). Dans les deux possibilités, la luminosité va augmenter de manière violente et si le jet est orienté vers la Terre, les éclatements se verront encore plus lumineux, surtout dans les rayons de hautes énergies tels que les rayons gamma et rayons X. Le fait que les éclatements soient irréguliers s'explique par le fait que le trou noir n'absorbe pas de la matière en continu (contrairement aux quasars les plus actifs tels que SDSS J222210.25+005319.0) et que les jets ne sont pas toujours orientés vers la Terre. Certains éclatements de luminosité peuvent être créés par d'autres phénomènes, même si le cas ci-dessus est généralement le plus commun. 

## Structure

### Galaxie hôte
W Com est abrité par une galaxie elliptique de type morphologie E. Elle est une galaxie elliptique géante à noyau actif, en collision avec la galaxie 2MASS J12213134+2813493. La taille angulaire de la galaxie hôte corrélée avec sa distance montre que la galaxie mesure 49 kpc (~159 800 a.l.), elle est donc 1,59 fois plus grande que la Voie lactée. Sa galaxie hôte et W Com lui-même sont membres de l'amas de galaxies de la Chevelure de Bérénice.

### Rayonnement synchrotron
W Com est un objet BL Lacertae classique dont la structure est très similaire au blazar AP Librae. Il est un auteur d'un fort rayonnement synchrotron dont l'origine est incertaine, qui se décompose en deux composante bien distincts dans le spectre optique mais opaque dans les rayons gamma. Ce rayonnement synchrotron est d'ailleurs un élément qui contribue à la forte polarisation observée en 2008. Les scientifiques ont émis l'hypothèse que le rayonnement provient du jet de W Com, dans lequel des particules (souvent des électrons et photons) entrent en collision le long du jet. Les particules viendraient du cœur galactique, plus précisément du champ magnétique du trou noir qui les charge de hautes énergies, puis les particules se font expulser par le jet relativiste de W Com, puis atteignent les détecteurs du VERITAS sous la forme d'un rayonnement synchrotron. Le flux généraliste des particules montre d'ailleurs que le jet a été orienté de 11 degrés par rapport à la Terre en mars 2008, et que les particules ont traversé un champ magnétique dont l'intensité va de 0.12, 0.24 à 0.35 Giga tesla, selon les différentes méthodes de calcul,,.

## Trou noir supermassif
Le fait que W Com émette de fortes raies d'émissions d'atomes doublement voire triplement ionisés telles que O III, O I et Ha indique la présence d'oxygène ionisé et triplement ionisé ainsi que de l'hydrogène sous la forme d'ion dans le disque d'accrétion et le voisinage du blazar. Une étude publiée en juin 2015 dans la revue scientifique Astronomy & Astrophysics, a publié un calcul de la masse du trou noir de W Com. Les calculs sont basés sur l'observation rapprochée du disque d'accrétion et de la couronne de radiation présente au centre de W Com. Les scientifiques ont observé une oscillation quasi périodique de 10 minutes, en suggérant que cette oscillation quasi périodique est due au gaz présent à l'orbite stable la plus proche du trou noir, ce dernier a une masse de 500 millions de M☉.